# Niechęć
Niechęć – polski zespół jazzowy założony w Warszawie.

## Zespół
Zespół istnieje od co najmniej 2008, kiedy zagrał podczas zamknięcia Akwarium Jazz Club w Warszawie. Wystąpił m.in. na Open’er Festival (2011), Copenhagen Jazz Festival (Dania) oraz Glimps Festival (Belgia), Colours of Ostrava (Czechy, 2017).
Nagrodzeni przez Piotra Stelmacha  w audycji „Offensywa” jako „Nadzieja Roku”.

## Dyskografia
Albumy studyjne
- Niechęć – EP (kwiecień 2010)[5]
- Śmierć w miękkim futerku (1 kwietnia 2012)[6]
- Niechęć (1 kwietnia 2016)[6]
- Unsubscribe (1 kwietnia 2022)[6]
- Reckless Things (28 lutego 2025)[7]

Albumy koncertowe
- Live at Jazz Club Hipnoza (2018)

## Skład
Obecni członkowie
- Dominik „Dodos" Mokrzewski – perkusja
- Maciej Szczepański – gitara basowa
- Michał Załęski – fortepian, rhodes, prophet, nord stage, lap steel, głos
- Rafał Błaszczak – gitara
- Alex Clov – saksofon

Byli członkowie
- Tomasz Wielechowski – fortepian[8]
- Stefan Nowakowski – kontrabas[9]
- Maciej Zwierzchowski – saksofon
- Michał Kaczorek - perkusja